# Troxochrus rugulosus
Troxochrus rugulosus là một loài nhện trong họ Linyphiidae.
Loài này thuộc chi Troxochrus. Troxochrus rugulosus được Johan Peter Westring miêu tả năm 1851.